# Plinthocoelium suaveolens
Plinthocoelium suaveolens is een keversoort uit de familie van de boktorren (Cerambycidae). De wetenschappelijke naam werd gepubliceerd in 1768 door Linnaeus.